# Rendszerurak

Ré

A rendszerurak a Goa’uld-ok legfőbb vezetői, és a galaxis domináns, gonosz faja a Csillagkapu című sci-fi filmsorozatban.
Ahogy a név is mutatja, ahhoz, hogy egy Goa'uld rendszerúr lehessen, rendkívüli erőre van szüksége, és számos csillagrendszert kell irányítania. Miközben Goa'uldok tízezrei uralkodnak szerte a galaxisban, közülük csak néhány tucat viseli a címet (legtöbbjük kisebb rendszerúr, akiket kizárnak a magasabb döntésekből).
Évezredekig Ré volt a legerősebb Goa’uld és a Legfőbb rendszerúr címet viselte, amíg O’Neill ezredes és Daniel Jackson meg nem ölte.
A rendszerurak nem bíznak meg egymásban, és nagyon gyakran vívnak csatákat egymás ellen. A Tok’ra – különvált faj egy Goa’uld királynőtől, aki a szokások ellen volt – általában kiegyensúlyozza a rendszerurakat, tehát egyik sem tud fölényt szerezni a többiekkel szemben; ezáltal megakadályozzák, hogy bármelyik túl erős legyen a romba döntéshez.

## Rendszerurak listája
Néhány kivétellel minden rendszerúr abból szerzi hatalmát, hogy különböző mitológiákból származó istenekként szerepelnek, így tömegeket szolgáivá változtatnak a különböző bolygókon. A következő lista a rendszerurak listáját tartalmazza mitológiák szerint rendezve, amiből nevüket vették. Általában egyiptomi istenek, főleg azért, hogy sokkal jobban hasonlítson az eredeti filmhez, de azért is, mert a csillagkapu eredeti helye Egyiptomban volt.
A Goa’uld paraziták valójában aszexuálisak, és nem rendelkeznek nemmel, de számos sok közülük olyan sokáig volt gazdatestek lakója (megtapasztalva közben az életet a gazdatest érzékszervein keresztül), hogy úgy gondolnak magukra, mint „férfira” és „nőre”; Apófisz, Ba'al, és Anúbisz (mielőtt felemelkedett) mindig inkább férfi gazdatestet, míg Morrigan és Nirrti nőit választott. Az egyik kivétel Hathor, aki eredetileg nőként jelenik meg, de valójában egy szexuálisan reproduktív Goa'uld királynő volt, nem aszexuális; valószínűleg Ízisz is hasonló volt. Ozirisz hagyományosan férfiként jelent meg évszázadokig, de szükségszerűen női gazdatestet kellett birtokba vennie; ezt a bizonyos rendszerurat ennek ellenére még mindig „férfiként” említik.
Eredetileg Ré volt a leghatalmasabb rendszerúr, ő volt a Goa’uld urak leghatalmasabbja. Halála után ha a „A csúcstalálkozó” című részben elhangzottak elfogadhatóak, úgy tűnik, hogy az Abydosra indított első küldetés idejében az alábbi Goa'uldok voltak a legmagasabb rangú rendszerurak : Apófisz, Kronosz, Yu, Nirrti, Ba'al, Básztet, Kali, Morrigan, Olukun, Svarog, Anubis és Szokar. Hórusz birodalmának legnagyobb részét apjától, Rétől örökölte, de ő is rendszerúr lehetett a maga joga szerint.

### Egyiptomi mitológia
| Név      | Eredet                                                            | Hagyományos megjelenés                               | Megjegyzés |
| -------- | ----------------------------------------------------------------- | ---------------------------------------------------- | --- |
| Ré       | A Nap istene                                                      | A szeme szimbolizálja létét                          | Eredetileg a Legfőbb rendszerúr. Jack O’Neill ölte meg egy nukleáris robbanófejjel az Abydos felett |
| Anubisz  | Az egyiptomi alvilág istenének görög neve                         | sakál                                                | Az egyik legerősebb rendszerúr volt, amíg tulajdonképpen le nem győzték a hetedik évad végén, és ki nem törölte a létezésből Oma Desala a nyolcadik évadban. Legmeglepőbb az, hogy félig felemelkedett volt.     |
| Thot     | Az egyiptomi Dzsehuti istenség görög neve                         | Íbiszmadár vagy pávián                               | Anúbisz tudósa volt a Tartarus bolygón, ő készítette és működtette a Kull harcosokat. Csak az Evolúció második részében látható, mielőtt Carter megöli.                                                          |
| Apóphisz | A sötétség és káosz istenének görög neve; az egyiptomi Apep       | kígyó                                                | A Csillagkapu eredeti főellensége, és Teal’c volt mestere. Meghalt, mikor anyahajója elpusztult. Fia Klorel, aki Skaara testében él.                                                                             |
| Ízisz    | A királynők istennőjének görög neve                               | Nő, aki trón jelképét viselte a fején                | Párjával, Ozirisszel volt csapdába zárva. Meghalt, mikor az edénye széttört a kutatási helyre történő szállítás során.                                                                                           |
| Ozirisz  | A halál istene                                                    | Kétszarvú múmia vagy százlábú                        | Egy visszatérő cselszövő, a hetedik évad végén kapták el, és eltávolították a gazdatestéből. Hajója ezután álcázva a Föld körül keringett, később a Tröszt használta.                                            |
| Amonet   | A levegő istenének, Ámonnak a női alakja                          | kígyófejű nő                                         | Apófisz királynője; Sha're-t választotta gazdatestének. Meghalt. |
| Básztet  | Alsó-Egyiptomot védő istennő                                      | vad oroszlán vagy macska                             | Azon rendszerurak egyike, aki Anúbisz visszahelyezésére szavazott; A Tok’ra hírszerzés szerint meghalt a Ba’al és a rendszerurak között folyó harcban.                                                           |
| Hathor   | A Tejútrendszer és a termékenység istennője, Ré lánya és felesége | Arany tehén                                          | Hathor egyszer a CSKP-ra látogatott, és minden férfit elcsábított erős szexuális feromonok segítségével. Majdnem átvette a bázis teljes irányítását, mikor a nők és Teal’c menekülésre kényszerítették. Meghalt. |
| Hórusz   | Hórusz, az ég istene                                              | Sólyom vagy a szeme                                  | Ré és Hathor fia. Meghalt, mikor Apóphisz elpusztította az anyahajóját. |
| Szokar   | A test és a lélek szétválasztásának istene                        | Emberfejű madár / mumifikált, zöld, sólyomfejű ember | Régen a rendszerurak irányítója volt, de megdöntötték, és száműzték a rendszerurak közül. Meghalt, mikor a Tok’rák elpusztították a Ne’tu-t.                                                                     |
| Szobek   | A krokodilok istensége                                            | Krokodilfejű ember                                   | Bali és Básztet árulta el és ölte meg, ahogy Daniel Jackson magyarázta. |
| Széth    | A sivatag istenének görög neve                                    | gazella vagy földimalac és sakál keveréke            | Megpróbálta elárulni Rét. Samantha Carter ölte meg. |

### Sinto mitológia
| Név        | Eredet                                                            | Hagyományos megjelenés | Megjegyzés |
| ---------- | ----------------------------------------------------------------- | ---------------------- | --- |
| Amateraszu | Nap istennő, és hagyomány szerint a japán királyi család első őse | nő                     | A rendszerurak egyike a delegációban, ami szövetséget vagy egyetértést kötött volna a Földdel Ba'al ellen. Sorsa jelenleg ismeretlen (valószínűleg megölte a replikátor Carter). |

### Görög mitológia
| Név     | Eredet                         | Hagyományos megjelenés       | Megjegyzés |
| ------- | ------------------------------ | ---------------------------- | --- |
| Kronosz | Zeusz apja                     | Erős ember                   | Teal’c apja volt az első embere. A rendszerurak azon delegációjának tagja, amit azért küldtek, hogy bevegyék a Földet a Védett Bolygók Egyezményébe. Meghalt. |
| Árész   | A háború istene                | Harcra kész, kegyetlen ember | Anúbisztól, majd Ba'altól menekült, mikor hatalmon voltak. A bolygó, ahol a Tok’ra Harry Maybourne-t helyezte el, korábban hozzá tartozott, és Jaffái megpróbálták visszaszerezni azt; azonban mikor maga Árész megérkezett, a CSK-1 elpusztítottak az anyahajóját egy Pocsolyaugró segítségével. |
| Pelopsz | Tantalus fia és Zeusz unokája. | ---                          | Futólag lett említve és a szobrát lehetett látni az „Úgy rohan az idő” című részben. Ő volt felelős az Argosiak gyors öregedése miatt, ami O’Neill ezredesre is hatással volt. |

### Kelta mitológia
| Név      | Eredet                                                     | Hagyományos megjelenés | Megjegyzés |
| -------- | ---------------------------------------------------------- | ---------------------- | --- |
| Camulus  | A háború istene                                            |                        | Camulus menedéket kért a CSKP-on, és később feláldozta magát egy, a Ba’al megölésére tett sikertelen próbálkozás után. |
| Mórrígan | A halál korábbi istennője                                  | fekete varjú           | Ő hozta el a P3X-289 népének őseit a Földről. |
| Grannus  | A gyógyítás és az ásványok istene;a Nap istene Írországban |                        | Grannus Camulus kormányzója volt, akit saját Jaffája ölt meg, miután megtudta a Goa’uld parazita eredetét. Emberi követői közül néhányan szélsőségesek, akik mai napig fenn tartják nevének dicsőségét, és még mindig fanatikusan hisznek a bukott Goa’uld istenségében. |

### Kánaánita/föníciai mitológia
| Név   | Eredet                                                                        | Hagyományos megjelenés | Megjegyzés                                                                                  |
| ----- | ----------------------------------------------------------------------------- | ---------------------- | ------------------------------------------------------------------------------------------- |
| Ba'al | Egyszerűen egy szó az Úrra, a mindenható Isten fiára; Kárthágó egyik főistene | erős ember             | A domináns rendszerúr a későbbi évadok során.                                               |
| Moloc | Moloch, a kánaánita tűz istene, aki az első gyerekek feláldozását irányította |                        | Meghalt a CSKP rakétái miatt, területeit Ba’al foglalta el. Lehetséges, hogy héber eredetű. |

### Hindu mitológia
| Név    | Eredet                                 | Hagyományos megjelenés | Megjegyzés |
| ------ | -------------------------------------- | ---------------------- | --- |
| Kali   | Teremtő és pusztító                    | Fekete és sovány nő    | Egy rendszerúr, aki arra szavazott, hogy Anúbisz visszatérjen a soraikba. Jelenlegi állapota ismeretlen.                                        |
| Nirrti | Általánosan Nirrith, a halál istennője |                        | Az első Goa’uld, aki a DNS átalakítással kísérletezett, mutánsokat létrehozva, akik néhány esetben telekinetikus erőkkel rendelkeztek. Meghalt. |

### Maja mitológia
| Név     | Eredet     | Hagyományos megjelenés | Megjegyzés                                                                                   |
| ------- | ---------- | ---------------------- | -------------------------------------------------------------------------------------------- |
| Zipacna | hegy isten | gonosz óriás           | Ravasz Goa’uld Apófisz és Klorel, majd Anúbisz szolgálatában. Jelenlegi állapota ismeretlen. |

### Sumér/babilóniai mitológia
| Név    | Eredet           | Hagyományos megjelenés | Megjegyzés |
| ------ | ---------------- | ---------------------- | --- |
| Marduk | Mindenható isten | nagyon erős ember      | Egy szarkofágba zárva találták a P2X-338-on lévő zikkuratban. Meghalt, mikor a CSK-1 felrobbantott előtte egy bombát. |
| Ishkur | Vihar istene     |                        | A sodanok korábbi vezetője                                                                                            |

### Joruba mitológia
| Név    | Eredet                                                                                      | Hagyományos megjelenés | Megjegyzés |
| ------ | ------------------------------------------------------------------------------------------- | ---------------------- | ---------- |
| Olokun | Az első létező istenség ük-ük-ükunokája, egy megrontott anya szülte, aki tizenöt másikat is |                        | Meghalt.   |

### Szláv mitológia
| Név     | Eredet         | Hagyományos megjelenés     | Megjegyzés |
| ------- | -------------- | -------------------------- | ---------- |
| Szvarog | A tűz szelleme | Tűzokádó, szárnyas sárkány | Meghalt.   |

### Kínai történelem
| Név | Eredet                                                 | Megjegyzés |
| --- | ------------------------------------------------------ | --- |
| Yu  | A kínai Hszia-dinasztia alapítója, Nagy Jü, vagy Ta-jü | A sorozat későbbi részében szenilissé vált, miután nem tudta magát tovább regenerálni, és első emberének kellett az egész birodalmát irányítani. A replikátor Carter leszúrta. Feltételezhető, hogy meghalt. |

## Általános ismertető
|  | Alább a cselekmény részletei következnek! |

A sorozat során számos domináns rendszerúr emelkedett fel: Szokar, Apófisz, Anubisz, és Ba’al szerezte meg a legnagyobb címet. Minden rendszerúr jaffáknak nevezett szárazföldi csapatokat használ harcosok és fiatal Goa’uld szimbióták hordozójaként. Még a saját csapataik előtt is istenekként állnak, akik határtalan hűséggel vannak iránta. Teal’c volt az elsők között, aki megkérdőjelezte urának isteni mivoltukat, ezután fellázadt, elkezdve ezzel a lázadások sorozatát, ami egy kis veszélyből súlyos fenyegetéssé nőtt a sorozat későbbi részében.
Apófisz volt a sorozat eredeti ellensége, és Teal’c mestere; rövidesen Szokar helyettesítette őt, de végül újra megjelent. Anubisz gonoszabb Goa’uld volt, akinek törekvései sokkal nagyobbak voltak. Fölénye arra kényszerítette a többi rendszerurat, hogy megalapítsák a „rendszerurak Egyesült Szövetségét” legyőzésére és erejének visszaszorítására; ezt először Yu, majd Ba'al vezette elődje elmebaja miatt; a szövetségnek muszáj volt együttműködnie a Tau’rival. Anubisz ereje nagy részben az Ős technológia ismeretéből származott; tudását azután szerezte meg, miután átverte Oma Desalát, egy Őst, aki lehetővé tette számára a felemelkedést. A többieknek sikerült őt visszaküldeni félig felemelkedett állapotba. Ebben az állapotban szinte lehetetlen volt megölni, bár Jack O’Neill elpusztította a teljes flottáját, mikor képes volt használni egy ős fegyvert, erőtlenné változtatva ezzel Anubiszt. A rendszerurak Egyesült Szövetségében betöltött vezetői szerepénél fogva Ba'al megszerezte Anubisz összes területét és a kull harcosokat, és elkezdett a többi goa’uld felett uralkodni, mígnem az összes rettegett tőle.
A nyolcadik évad végére a legtöbb rendszerurat (még Yut is) megölte a replikátor Carter és a replikátorok a Tejútrendszerbeli inváziójuk során, Ba’alt kivéve (aki elszökött, ráadásul pont a Földre). Nem ismeretes, hogy más rendszerúr még mindig életben lenne. Nem egyszerre lettek megölve; a CSK-1-nek számosat sikerült megölnie az évadok során, noha általában a vereségük után hatalmukat egy sokkal nagyobb rendszerúr kebelezte be. Továbbá, Kali, Mórrígan, és Amaterasu halálát soha nem lehetett látni, és említve sem volt, tehát valószínűleg egyszerűen elbújtak a Jaffa lázadás sikere után.
A jaffa lázadás sikere után a goa’uld elveszítette erejének alapját, jövőjük a galaxisban bizonytalan, és úgy tűnik – ironikusan –, hogy a goa’uld faj egyedüli túlélői a tok’rák lesznek.

## Nem rendszerúr istenségek
Míg a hamis istenekként való pózolás trükkje a Goa’uldok uralkodásának az alapja, más fajok, mint például az Asgard is alkalmazták ezt a taktikát a primitív emberek segítésére. Számos isteni vagy nagy földi személyről tartották azt, hogy idegenek: a skandináv istenek teljes egészében az Asgarddal vannak azonosítva.

### Skandináv mitológia
| Név      | Eredet                   | Hagyományos megjelenés                         | Megjegyzés                                                                             |
| -------- | ------------------------ | ---------------------------------------------- | -------------------------------------------------------------------------------------- |
| Thor     | A mennydörgés istene     | erős viking                                    | Az asgard flotta legfőbb vezetője                                                      |
| Heimdall | A Bifrost-híd örzője     | erős viking                                    | Tudós                                                                                  |
| Loki     | A gonoszság istene       | Gyenge, számító ember; képes alakváltoztatásra | Törtető genetikus                                                                      |
| Aegir    | A tenger ura             | óriás                                          | A Valhalla parancsnoka, aki az asgardok új otthonának, az Orillának a védelmét vezette |
| Kvasir   | Nincs                    | erős viking                                    | Tudós                                                                                  |
| Hermiod  | Az istenek hírnöke       | erős viking                                    | Mérnök                                                                                 |
| Freyr    | Férfi termékenység isten | ismeretlen                                     | Az asgard Nagytanács tagja                                                             |

### Római mitológia
Erős utalások vannak arra, hogy az ókori Róma nagy részére hatással voltak az Ősök (A sorozat említése szerint az utak építését Ősöknek nevezett istenektől tanulták), de nincsenek pontos részletek megadva. Az Ősök nyelve, noha nem láthatóan hasonló, fonetikusan majdnem megegyező a latinnal.

### Egyiptomi mitológia
Amaunet (Amonet) – goa’uld királyné, Apophisz társa, gyermekének anyja. A gazdatest szerepét dr. Daniel Jackson neje (Shaure) töltötte be.

## Hierarchia
A rendszerurak körében szigorú rangsor van, így van ez az alattuk állóknál is (például a saját követői között). Igaz, hogy gyakran háborúznak egymással, de sok értelemben kötődnek egymáshoz: szeretnék fenntartani saját uralmukat. Ahhoz, hogy egy Goa’uld rendszerúr lehessen nem csak nagy katonai erőre van szükség, hanem arra is, hogy elfogadják a többiek; ellenkező esetben közvetlen ellenségnek számít.
Minden rendszerúrnak hatalmas sereg Jaffája van, és ők is rangsorba rendeződnek. A legmagasabb rang az Első Harcos, irányításkor legalább akkora hatalma van, mint urának. Ő az irányítója a bizonyos rendszerúr összes erőjének. Szinte mindig az úr mellett van, és általában ő hajtja végre a közvetlen parancsait, felső szintű műveleteket indít (például megnyomja a gombot a hipertérbe való lépéshez, felrobbant egy bolygót stb., de ezekre a rendszerúr adja a parancsokat).
Az Első Harcosok annyiban különböznek a többi Jaffától, hogy a homlokukon található, szolgálatukat jelző emblémát egy különleges késsel készítik el, és igazi arannyal van kitöltve. Teal’c elmondása szerint nagyon fájdalmas a folyamat. Gyakran tudnak szolgált uruk titkairól, és egy eléggé figyelmes Első Harcos könnyen rájöhet, hogy a Goa'uldok nem istenek; Teal'c is ezért árulta el Apófiszt. Oshu, Yu Első Harcosa kétségbe vonta a rendszerurat, miután megjelent nála az öregkori szenilisség, bár sosem lázadt fel ellene, sőt haláláig mellette maradt.
Néhány fontos Első Harcos:
- Her’ak (Anúbisz)
- Apófisz:
  - Bra’tac (Shol’va)
  - Teal’c (Shol’va)
  - Shak’l
- Gerak (Montu, Shol’va)
- Oshu (Yu)

A rendszeruraknak van egy személyes legfelsőbb emberi rabszolgájuk, a Lo’tar (egy szleng kifejezés, jelentése „Te, ember”). A Lo’tarokat gyakran tartalék gazdatestként használják – mindig a rendszerúr közelében vannak a veszélyes küldetések során, és ha az úr nagyon súlyosan megsérült, a szimbióta átmehet az új testbe. A Lo’tarok pozíciójukat ajándéknak tartják, még akkor is, ha tudják, hogy az úr nem isten. A rendszerúr szolgája gyakran végigdolgozza a Lo’tar-sághoz vezető utat, mivel azt akarja, hogy őt használja gazdatestként, mert így ő is részesülhet a gyönyörben, amit a rendszerúr élvez. Hogy ez alatt a tömeggyilkosság (ami gyönyör a Goa’uldoknak), vagy csak az egyszerű luxus értendő, nem ismeretes.

## Külső hivatkozások
- Chevron 26: System Lord symbol listing